# Abul Fazl
Abu'l-Fazl ibn Mubarak známý jako Abul Fazl (14. ledna 1551, Ágra – 22. srpna 1602, Narwar) byl indický spisovatel, historik a politik, který sloužil jako velký vezír Mughalské říše od svého jmenování v roce 1579 až do své smrti v roce 1602. Mezi jeho pozoruhodná díla patří Akbarnama, Ain-i-Akbari a perský překlad Bible. Abul Fazl je často označován za jeden z devíti klenotů (hindsky: Navaratnas) Akbarova královského dvora. Byl Akbarovým důvěrníkem a také jakýmsi jeho hlavním propagandistou - vytvořil legendu o Akbarovi, která dlouho přežila krále i samotnou Mughalskou říši. Krom chvalozpěvů na Akbara je ovšem ceněna jeho historiografická metodologie. Byl známý svou teorií Padšahat, která tvrdila, že vládce nemůže být svržen, protože je Božím zástupcem na zemi. Aby oslabil moc islámských kněží (jejichž fanatismus nenáviděl už od doby, kdy pronásledovali jeho otce), Abul Fazl sepsal a prosadil dekret, který dával Akbarovi právo rozhodnout o jakékoli náboženské otázce, na které se náboženští vykladači neshodli. Přesvědčil též Akbara, aby umožnil, aby se i další členové persky mluvící šlechty mohli seznamovat s literárním dědictvím nemuslimských kultur. Za tímto účelem založil úřad (maktab-ḵāna), na který osobně dohlížel. Ten pak poskytoval perské překlady důležitých děl z hinduistické, ale i křesťanské náboženské tradice. Jeho pozoruhodným ideologickým manévrem bylo, že hinduismus označil za de facto monoteistický a identifikoval předmět uctívaný v hinduismu (i ve všech ostatních náboženstvích) jako jedno a totéž božstvo. Tím nakročil k vytvoření jakési panindické ideologie, která by mohla smířit islámskou vládnoucí menšinu s ovládanou hinduistickou většinou. Jeho liberální náboženské cítění ovšem vzbudilo nevoli mezi některými šlechtici, včetně Akbarova syna, prince Salíma, budoucího císaře Džahángíra. Salím zosnoval spiknutí a nechal Abula Fazla zavraždit – ke zděšení stárnoucího Akbara, který ztratil nejen schopného ministra, ale i blízkého přítele. Abulův starší bratr Faizi byl významným básníkem a byl to on, kdo ho roku 1574 uvedl ke královskému dvoru.